# Hulk (pel·lícula)
Hulk és una pel·lícula de 2003 basada en el personatge fictici de Marvel Comics del mateix nom. Ang Lee va dirigir el film, que és protagonitzat per Eric Bana com el Dr. Bruce Bàner, Jennifer Connelly, Sam Elliott, Nick Nolte i Josh Lucas. La pel·lícula explora els orígens de Hulk, el qual és atribuït als experiments del pare de Bàner amb ell mateix. Els seus gens passen al seu fill i després de ser víctima d'un experiment de radiació gamma es transforma en un enorme monstre verd quan es torna furiós; és perseguit per l'Exèrcit dels Estats Units i apareix un conflicte amb el seu pare.
El projecte de la pel·lícula va començar el 1990, 8 anys després del final de la sèrie televisiva perquè fos dirigida per Joe Johnston i després per Jonathan Hensleigh. Molts llibrets i guions van ser escrits per Hensleigh, John Turman, Michael France, Zak Penn, J. J. Abrams, Scott Alexander i Larry Karaszewski, Michael Tolkin, i David Hayter abans de la intervenció d'Ang Lee i James Schamus. La pel·lícula es va rodar principalment a Califòrnia, en part a la Badia de San Francisco.
Hulk va ser un èxit comercial, obtenint més de $245 milions mundialment, més que el pressupost de $137 milions, i va rebre crítiques mixtes que destacaven els efectes visuals i especials, encara que el ritme, les actuacions i la falta d'acció de la pel·lícula eren temes més negatius. Un reboot, titulat L'increïble Hulk, va ser estrenada el juny 13 de 2008 com a segona pel·lícula de l'Univers cinematogràfic de Marvel.

## Argument
David Bàner és un investigador de genètica que ha descobert la manera de mutar l'ADN humà perquè el cos pugui guarir-se ràpidament d'una lesió o ferida. Vol usar la seva recerca per crear supersoldats per a l'exèrcit, però no li és permès realitzar-ho, així que experimenta amb si mateix. Quan la seva esposa dona a llum al seu fill Bruce, David s'adona que el seu ADN mutant s'ha transmès i intenta trobar una cura per al seu fill. El 1972, el Govern, representat pel general Thaddeus I. Ross, posa fi a la seva recerca després d'assabentar-se dels seus perillosos experiments. David, en una atac d'ira, causa una explosió massiva de les instal·lacions del reactor de rajos gamma, i intenta assassinar al seu fill, però accidentalment acaba matant a la seva esposa, quan ella interfereix. Llavors, David és portat a un hospital mental, mentre Bruce de 4 anys és enviat en adopció; perd el record dels seus pares biològics i creu que tots dos han mort. Els successos sobre la mort de la seva mare deixen a Bruce incapaç de recordar els detalls de la seva primera infància.
Anys més tard, Bruce és un nou investigador d'energia bionuclear de la Universitat de Califòrnia, Berkeley. El complex militar-industrial Atheon, representat pel general Glenn Talbot, s'interessa en la recerca dels «nanomeds» per construir soldats regenerats. David reapareix i comença a infiltrar-se en la vida de Bruce, treballant com a conserge en el laboratori. Ross, ara general de l'exèrcit i pare divorciat de la coinvestigadora i exnovia de Bruce, Betty Ross, també comença a estudiar sobre el tema. Ell es preocupa molt per la seguretat de la seva filla amb relació a Bruce i el fet que aquest estigui treballant en el mateix camp en què ho feia David. Mentre, el seu company Harper repara la màquina de radiació però queda en perill després d'una falla; Bruce, per protegir-ho, s'exposa a si mateix als rajos gamma i als nanomeds, i provoca que es vinculin amb el seu ADN alterat. La mateixa nit, el seu pare li apareix, revelant la seva relació pare-fill i informant-li sobre la mutació que té. Usant mostres de l'ADN de Bruce robat del seu cabell caigut, comença a experimentar amb animals. Betty visita a Bruce, i tem que la radiació l'hagués pogut matar. Després, la gran ira continguda de Bruce a partir de tota les seves frustracions i el seu estrès acumulat activa el seu ADN irradiat, transformant-lo en Hulk per primera vegada.
Després de destruir el laboratori, Betty troba a Bruce inconscient i recorda confusament la seva transformació. Ross arriba i l'arresta pensant que treballa amb el seu pare i li exigeix que s'allunyi de la seva filla. Betty, per la seva banda, visita a David per indagar sobre el passat de Bruce, però David li adverteix a Betty que s'està ficant en assumptes perillosos. Aquella nit, David crida a Bruce i li avisa que va deixar anar a tres gossos mutants per matar a Betty. Després de ferir seriosament a Talbot i els guàrdies, Hulk corre cap a la cabanya de Betty i lluita contra els tres deformats gossos mutants matant-los i salvant a Betty; després, cau inconscient. L'endemà, Bruce és portat a una base subterrània en el desert. Betty ofereix ajuda al seu pare per intentar controlar les transformacions de Bruce, però Ross es mostra escèptic, creient que Bruce seguiria els passos del seu pare. Mentrestant, David irromp en el laboratori i es dispara a si mateix els nanomeds, en un intent d'obtenir poders com els del seu fill, però en lloc d'això guanya l'habilitat de barrejar-se i absorbir les propietats de qualsevol cosa que toca.
Talbot, veient una oportunitat de guanyar diners per la força i la capacitat regenerativa de Hulk, intenta fer-lo enfadar i obtenir una mostra d'ell en la seva forma superhumana. Talbot el deixa inconscient i el posa en un tanc de privació sensorial, i l'indueix malsons que comencen a mostrar els records reprimits i el transforma en Hulk (al moment en què David li parla de la seva tragèdia a Betty), que condueix finalment a la mort de Talbot. David parla amb Betty, i li ofereix lliurar-se amb una condició: desitja parlar amb Bruce per última vegada, com a pare i fill. Hulk escapa de la base i vola cap el desert. Lluita contra les forces de l'exèrcit i les venç. Aviat, Hulk aprèn a fer salts prodigiosos. D'aquesta manera, aconsegueix arribar a San Francisco per buscar a Betty, on s'enfronta a dos avions F-22. Betty contacta amb el seu pare, i el convenç per deixar-la trobar-se amb Hulk. Veient-la, l'amor de Bruce per Betty domina el seu estat d'ira, i el retorna a la seva forma humana, però Ross creu que Hulk és incontrolable.
David és portat a la base per parlar amb Bruce, i es troben en una enorme màquina, on seren electrocutats fins a la mort. David s'embolica en un estat de completa megalomania amb els seus poders, i tracta de convèncer a Bruce perquè es transformi en Hulk per lliurar-li el seu poder. Bruce, furiós i ressentit cap al seu pare, es nega. David es transforma en un ésser elèctric poderós després de mossegar els cables elèctrics i absorbir l'energia de tot San Francisco. Bruce es transforma en Hulk, i s'enfronta a ell. La batalla aconsegueix una conclusió on Bruce permet al seu pare absorbir el seu poder, el qual és massa per a l'inestable David. Ross ordena llançar una bomba de càrrega gamma contra ells, i tots dos, aparentment, moren.
Un any més tard, hi ha nombrosos albiraments de Hulk que Ross comparteix amb la seva filla. Bruce, ara doctor, s'exilia a la selva amazònica en un camp mèdic. Quan uns soldats rebels intenten robar algunes medicines del camp, ell s'enfronta al capitost i li diu: «M'està fent enfadar, i no li agradaria veure'm enutjat» (una coneguda frase de la sèrie de televisió en CBS). Els ulls de Bruce es tornen verds, i a la selva es deixa sentir el rugit de Hulk.

## Repartiment
- Eric Bana com a Dr. Bruce Bàner / Hulk (anomenat Bruce Krenzler en la pel·lícula): un científic expert en radiació que és exposat a una gran quantitat de radiacions gamma en un accident de laboratori. Bana va fer el càsting l'octubre de 2001, signant contracte per a 2 seqüeles. Ang Lee va veure'l a Chopper. El personatge era molt cobejat per altres actors. Bana va ser una opció per protagonitzar Ghost Rider, que va perdre davant Nicolas Cage. Bana va explicar, "Jo estava obsessionat amb la sèrie televisiva." Encara que es va considerar que fos Billy Crudup, aquest va rebutjar el paper. Johnny Depp i Steve Buscemi van ser també candidats al rol principal.[1] Edward Norton, qui interpretaria al personatge a L'increïble Hulk, va mostrar el seu interès pel personatge però finalment ho el rebutjar decebut amb el guió.

- Mike Erwin - Bruce Banner de 16 anys
- Damon James - Bruce Banner de 9 anys
- Bailey James - Bruce Banner de 5 anys
- Michael Kronenberg - Bruce Banner de 4 anys
- David Kronenberg - Bruce Banner de 2 anys

- Jennifer Connelly com a Betty Ross: exxicota de Bruce i coinvestigadora, així com la filla del general Ross. Betty és possiblement l'única via per a Hulk per tornar a transformar-se en Bruce. Connelly es va interessar pel personatge de la mà del director Ang Lee. "Ell no parla d'una pel·lícula plena de diversió per als nens. Està parlant de la tragèdia i el psicodrama".[2]

- Rhiannon Leigh Wryn interpreta una Betty Ross de nena.

- Sam Elliott com a General Thunderbolt Ross: Un general de 4 estrelles i distanciat pare de Betty. Ross era responsable de prohibir a David Bàner el seu treball de laboratori ja que eren experiments perillosos. Elliott va sentir que la seva actuació era similar a la del seu anterior personatge Basil L. Plumley a We Were Soldiers. Elliott va acceptar el paper sense llegir el guió, simplement estava massa emocionat per treballar amb Ang Lee. A més Elliot també va investigar els còmics de Hulk per a la interpretació.

- Todd Tesen interpreta un jove Cornoel Thaddeus Ross

- Josh Lucas com a Major Glenn Talbot: un exsoldat despietat i renegat que ofereix a Bàner i a Betty Ross l'oportunitat de treballar per a ell en un intent d'iniciar un experiment sobre els soldats amb autocura.
- Nick Nolte com a Dr. David "Dave" Bàner: L'inestable pare biològic de Bruce Bàner, qui també va ser científic genetista i havia estat tancat durant 30 anys després de causar una explosió en el reactor gamma i matar accidentalment a la seva esposa Edith. Després d'exposar-se a la radiació gamma, té la capacitat de combinar-se amb l'essència de tots els objectes físics; recorda al personatge del còmic Home Absorbent, curiosament un personatge que va aparèixer en els primers esborranys del guió. Ell també, en un punt, es converteix en una criatura imponent composta d'electricitat, que recorda a Zzzax, uns altres dels enemics de Hulk en el còmic que també apareix en els primers esborranys del guió.[3] Nolte va accedir a participar en la pel·lícula quan Ang Lee va descriure el projecte com una "tragèdia grega."[4][5]

- Paul Kersey interpreta un jove David Bàner.

- Cara Buono - Edith Bàner: Mare biològica de Bruce a la que no pot recordar bé. Apareix mes en els malsons de Bruce.
- Celia Weston - Sra. Krenzler: Mare adoptiva de Bruce que cuida d'ell després de la tragèdia succeïda als seus pares biològics.
- Kevin Rankin - Harper: Col·lega de Bruce a qui salva de les radiacions gamma.
- Jesse Corti - Coronel

Stan Lee, co-creador de Hulk, i l'actor Lou Ferrigno qui va interpretar a Hulk en la sèrie televisiva fan un cameo com a guàrdies de seguretat del laboratori. Johnny Kastl i Daniel Dae Kim fan petits rols com a soldats.

## Producció

### Jonathan Hensleigh
Els productors Avi Llaureu i Gale Anne Hurd començaren el desenvolupament de la pel·lícula el 1990, el mateix any de l'estrena de la pel·lícula per a la televisió The Death of the Incredible Hulk, amb la qual finalitzava la sèrie televisiva. Universal Pictures es va establir com a propietària del personatge i la pel·lícula el 1992. Es va intentar de realitzar una altra seqüela amb Bill Bixby i Lou Ferrigno, però el projecte va ser cancel·lat el 1994 després de la defunció de Bixby. Michael France i Stan Lee van ser convidats a les oficines d'Universal 1994, amb France escrivint el guió. El concepte original d'Universal seria el de Hulk combatent terroristes, una idea que a France no li va agradar. John Turman, un fan del còmic de Hulk, va ser contractat per escriure el guió el 1995, obtenint l'aprovació de Lee. Turman va escriure 3 esborranys fortament influenciat per la sèrie de còmics Tals to Astonish. Enfrontava a'Hulk contra el general Ross i l'exèrcit, el Líder, Rick Jones, els seus orígens –Hulk com a conseqüència d'una explosió atòmica com en els còmics–, i Brian Bàner com a explicació de la ira interna de Bruce. Universal no ho va tenir clar amb els guions de Turman, però no obstant això els futurs guionistes utilitzarien molts elements de les seves propostes.
L'any següent, Hurd va incorporar al seu espòs, Jonathan Hensleigh, com co-productor i Industrial Light & Magic van ser contractats per crear a Hulk mitjançant CGI. Universal estava temptant a France una vegada més per escriure el guió, però tot va canviar quan Joe Johnston va esdevenir director l'abril de 1997. L'estudi volia a Hensleigh per reescriure el guió malgrat els resultats reeixits de la seva pel·lícula Jumanji. France va ser acomiadat després d'escriure una pàgina, però va rebre un buy-off d'Universal. Johnston va abandonar la direcció el juliol de 1997 a favor de la pel·lícula October Sky, i Hensleigh va convèncer a Universal de dirigir Hulk en el seu debut com a director. Turman va tornat a ser contractat per segona vegada per escriure dos esborranys més. Zak Penn llavors els va reescriure. El seu guió incloïa una baralla entre Hulk i una escola de taurons, així com dues escenes que finalment va utilitzar per a la pel·lícula de 2008; Bàner s'adona que és incapaç de tenir relacions sexuals, i desencadena una transformació en caure d'un helicòpter. Hensleigh el va reescriure des de zero, presentant una nova història amb Bruce Bàner, qui abans de l'accident que el convertirà en Hulk, experimenta amb ADN d'insectes irradiats amb rajos gamma en tres convictes. Això transforma als condemnats en "homes insectes" que causen estralls.
El rodatge començaria al desembre de 1997 a Arizona preveient la data de llançament l'estiu de 1999, però la filmació va ser endarrerida quatre mesos. Hensleigh va reescriure el guió amb J. J. Abrams. Scott Alexander i Larry Karaszewski també van ser incorporats per a reescriure'l amb Hensleigh encara d'adjunt de director. L'octubre de 1997, Hulk va entrar en fase de pre-producció amb la creació de maquillatge prostètic i animació per ordinador. Gregory Sporleder va ser escollit com a "Novak", el gran enemic de Bàner mentre Lynn "Red" Williams com una convicta que es transforma en una combinació entre escarabat, formiga i humà. Al març de 1998 Universal va col·locar a Hulk en suspens a causa del seu creixent pressupost de $ 100 milions i les preocupacions de Hensleigh dirigint la seva primera pel·lícula. 20 milions ja estaven gastats en el desenvolupament de guions, animació per computadora, i treball de pròtesi. Hensleigh immediatament va reescriure el guió per rebaixar el pressupost.

### Michael France
Hensleigh va trobar que el procés de reescriptura era massa difícil i el va abandonar, i dir que "havia perdut nou mesos en la pre-producció". Li va costar vuit mesos a France de convèncer a Universal i als productors perquè li deixés intentar escriure un guió per tercera vegada. France va afirmar que "Algú dins d'Universal no estava segur si això era una pel·lícula de ciència-ficció, de adventuras, o una comèdia, i vaig seguir rebent instruccions per escriure ambdues. Crec que en algun moment, quan no estava a la sala, segur que havien discutit per convertir-la en una pel·lícula de Jim Carrey o Adam Sandler." France va escriure el guió entre juliol i setembre de 1999. El rodatge de Hulk havia de començar l'abril de 2000.
Inspirant-se en les històris de Hulk dels anys 80, incorpora elements com el "gammasphere", el romanç tràgic de Bàner amb Ross, i l'Operació dels Black Ops. France va enviar els seus últims esborranys a finals de 1999 i inicis de gener de 2000.

### Ang Lee
Michael Tolkin i David Hayter van reescriure el guió després, malgrat la resposta positiva dels productors sobre el guió de France. Tolkin va ser incorporat el gener de 2000, mentre que Hayter ho feu pel setembre. El projecte de Hayter tenia a Líder, Zzzax, i l'Home Absorbent com els dolents, que són representats com a col·legues de Bàner i quedar atrapats en el mateix accident que crea Hulk. El director Ang Lee i el seu company de producció James Schamus es van involucrar en la pel·lícula el 20 de gener de 2001. Lee estava insatisfet amb el guió de Hayter i va encarregar a Schamus una reescriptura, fusionant al pare de Bàner amb l'Home Absorbent i, en part, amb Zzzax. Lee va citar influències com King Kong, Frankenstein, L'estrany cas del Dr. Jekyll i Mr. Hyde, La bella i la bèstia, Faust, i la mitologia grega per a la seva interpretació de la història. Schamus va dir que havia trobat la història que va introduir Brian Bàner, permetent així que Lee escrivís un drama que tornés a explorar la relació pare-fill.
Schamus encara estava reescrivint el guió l'octubre de 2001. A principis de 2002, mentre es rodava, Michael France va llegir tots els guions per al Sindicat de Guionistes dels Estats Units, per determinar qui obtindria el crèdit final. France va criticar a Schamus i Hayter per afirmar que pretenien fer que Bàner fos un personatge més profund, i es va entristir d'haver denigrat el seu treball i el de Turman en unes entrevistes. Schamus va triar aparèixer als crèdits tot sol. France sentia que "James Schamus va fer una quantitat significativa de treball en el guió. Per exemple, va incloure als gossos de Hulk dels còmics i va prendre la decisió d'utilitzar al pare de Bàner com un veritable personatge en el present. Però va usar molts elements dels guions de John Turman i del meu, i per això ens van acreditar." France, Turman i Schamus van aparèixer als crèdits al final. La data d'estrena als cinemes fou el 20 de juny de 2003 i va ser anunciada el desembre de 2001, amb el títol de The Hulk.

### Rodatge
El rodatge va començar el 18 de març de 2002 a Arizona, i es va traslladar el 19 d'abril a la badia de San Francisco. Es van incloure Advanced Light Source, Laboratori Nacional Lawrence de Berkeley, Oakland, Treasure Island, i els boscos de sequoies de Porterville, Utah i els deserts de Califòrnia. La penúltima escena de batalla entre Hulk i el seu pare va utilitzar el veritable Pear Lake al Parc Nacional Sequoia com a teló de fons. El rodatge es va traslladar al plató d'Universal a Los Angeles per a l'escena del tanc d'aigua, abans d'acabar en la primera setmana d'agost. El rodatge de "Hulk" va constituir la contractació de 3.000 treballadors locals, generant més de $ 10 milions en l'economia local. Mychael Danna, qui prèviament va col·laborar amb Lee a Cavalca amb el diable i La tempesta de gel, va ser contractat per dirigir la banda sonora abans de ser acomiadat. Danny Elfman va ser contractat en el seu lloc.
Lee va dir a Bana que estava filmant una tragèdia grega: estaria fent una "pel·lícula completa" sobre Hulk a l'Industrial Light & Magic. Un exemple del cinema art característic de l'enfocament de Lee. El supervisor d'efectes visuals Dennis Emmurallin estava en el plató tots els dies. Els recursos tècnics van requerir moltes més preses d'escenes individuals del normal. El disseny de so va ser completat en Skywalker Sound. Emmurallin i altres animadors d'ILM van utilitzar tecnologia anterior d'Harry Potter i la càmera secreta (per al personatge de Dobby) per crear a Hulk amb CGI. Un altre programari usat durant el rodatge va ser PowerAnimator, Softimage XSI, i RenderMan Interface Specification. ILM va començar el treball d'animació per computadora en 2001, i va acabar al maig de 2003, amb prou feines un mes abans del llançament de la pel·lícula. Lee va incorporar una mica de captura de moviment en el treball de postproducció.

## Música

### Banda sonora
La música incidental per a Hulk va ser composta per Danny Elfman, qui havia fet la música de Spider-Man l'any anterior. El col·laborador habitual d'Ang Lee, Mychael Danna, fou rebutjat pels executius de l'estudi a causa del seu acostament no tradicional, amb el taiko japonès, el tambor africà, i el cant àrab. Elfman va ser llavors contractat per la directiva d'Universal, Kathy Nelson. Amb 37 dies va compondre més de dues hores de música. Lee l'instruïa per retenir idees de la partitura de Danna, i va exigir a Elfman que no sonés com en les seves anteriors bandes sonores de superherois. "Van deixar part de la meva música en la pel·lícula", va dir Danna, "així que el cant àrab i alguns dels tambors són meus. El que va passar és que van entrar en pànic, van portar a Danny i ell va escoltar el que he estat fent i suposo que li va agradar."
Un àlbum de la banda sonora va ser llançat el 17 de juny de 2003 per Decca Records. Hi ha la cançó "Set Me Free" de Velvet Revolver, la qual sona durant els crèdits finals de la pel·lícula.
Llista de temes
| Núm. | Títol                                        | Durada |
| ---- | -------------------------------------------- | ------ |
| 1.   | «Main Titles»                                | 4:36   |
| 2.   | «Prologue»                                   | 4:38   |
| 3.   | «Betty's Dream»                              | 2:14   |
| 4.   | «Bruce's Memories»                           | 2:45   |
| 5.   | «Captured»                                   | 3:41   |
| 6.   | «Dad's Visit»                                | 2:15   |
| 7.   | «Hulk Out!»                                  | 4:00   |
| 8.   | «Father Knows Best»                          | 3:34   |
| 9.   | «...Making Me Angry»                         | 4:02   |
| 10.  | «Gentle Giant»                               | 1:02   |
| 11.  | «Hounds of Hell»                             | 3:47   |
| 12.  | «The Truth Revealed»                         | 4:19   |
| 13.  | «Hulk's Freedom»                             | 2:36   |
| 14.  | «A Man Again»                                | 7:48   |
| 15.  | «The Lake Battle»                            | 4:32   |
| 16.  | «The Aftermath»                              | 0:52   |
| 17.  | «The Phone Call»                             | 1:34   |
| 18.  | «End Credit»                                 | 1:13   |
| 19.  | «Set Me Free» (performed by Velvet Revolver) | 4:09   |

## Estrena i màrqueting
Universal Pictures va gastar 2,1 milions de dòlars en un comercial de televisió de 30 segons; es va emetre el 26 de gener de 2003 durant la Super Bowl XXXVII per comercialitzar la pel·lícula. I un tráiler de 70 segons es va mostrar als cinemes al costat de Spider-Man durant la seva estrena el 3 de maig de 2002. Poques setmanes abans del llançament de la pel·lícula, una sèrie de mostres de la pel·lícula es van filtrar per internet. Els efectes visuals i especials ja foren criticats, malgrat no era l'edició final de la pel·lícula. Posteriorment va ser llançada en format HD DVD el 12 de desembre de 2006 i va ser llançat més endavant en Blu-ray el 16 de setembre de 2008.
Hulk va ser estrenada en VHS i DVD el 28 d'octubre 28 2003. La pel·lícula va guanyar $ 61.2 milions en vendes de DVD durant el 2003.

## Recepció

### Resposta de la crítica
La pel·lícula va obtenir crítiques molt dividides; uns van aplaudir el concepte dramàtic en el personatge de Hulk, mentre que altres deien que tenia un ritme molt lent. El lloc web Rotten Tomatoes li dona un 62 % d'aprovació, amb una qualificació de 6.2/10, sobre la base de 229 ressenyes, dient que "Mentre l'ambiciosa pel·lícula d'Ang Lee obté una qualificació per a l'estil i un intent de profunditat dramàtica, la pel·lícula té massa diàlegs i no hi ha prou acció. El portal IMDb li dona una puntuació de 5.7/10. Finalment la pel·lícula obté una qualificació de 54/100 al portal Metacritic, una puntuació mitjana de 54 basada en 40 crítiques. Roger Ebert va donar una revisió positiva, explicant, "Ang Lee tracta de fer front als problemes de la història de Hulk". A Ebert també li agradava com els moviments de Hulk s'assemblaven a King Kong. Encara que Peter Travers de Rolling Stone sentia que la pel·lícula hauria d'haver estat més curta, ell va elogiar fortament les seqüències d'acció, especialment el clímax i el moment culminant. Paul Clinton de la CNN va creure que el repartiment va estar bé però va criticar les imatges generades per computadora, anomenant a Hulk "una versió apagada de Shrek".
Per contra, Mick LaSalle de San Francisco Chronicle considera que la pel·lícula és més pensativa i agradable a la vista que qualsevol superproducció actual, però la seva longitud èpica ve sense una recompensa èpica." Ty Burr de The Boston Globe sentia que Jennifer Connelly repeteix el seu rol de científica tot esperant A Beautiful Mind. Lisa Schwarzbaum de Entertainment Weekly va dir que una adaptació de còmic de gran pressupost rarament apareix sense humor.

### Taquilla
Hulk va ser llançada el 20 de juny de 2003, guanyant $ 62,1 milions en el seu cap de setmana de l'estrena, el que representa la setzena estrena més elevada fins al moment. Amb una caiguda del segon cap de setmana del 70 %, va ser la primera estrena de més de $ 20 milions en caure més del 65 %. La pel·lícula va recaptar $ 132.177.234 a Amèrica del Nord sobre un pressupost de $ 137.000.000, i va fer $ 113.183.246 a la resta del món, arribant a un total mundial de $ 245.360.480. Amb un balanç final nord-americà de $ 132.2 milions, va esdevenir l'estrena més gran en no superar els $ 150 milions.

### Premis i nominacions
Connelly i Danny Elfman van rebre nominacions en el lliurament dels Premis Saturn per a la millor actriu i millor música respectivament. Igualment va ser nominat com a millor pel·lícula de ciència-ficció perdent davant X-Men 2 també basada en personatges de Marvel. Dennis Emmurallin, Michael Lantieri i l'equip d'efectes especials van ser nominats als millors efectes especials.

## Seqüela
Després de les crítiques mixtes rebudes, Marvel Studios va recuperar els drets del personatge (no els drets de distribució i creatius a mans d'Universal), i l'escriptor Zak Penn va començar a treballar en una seqüela titulada The Incredible Hulk, abans anomenada Hulk 2. Posteriorment, Edward Norton va reescriure el guió de Penn després de signar el seu contracte, revisant els orígens del personatge en records i imatges, ajudant a establir la pel·lícula com un reboot; sota la direcció de Louis Leterrier, qui va estar d'acord amb el tractament. Leterrier va mantenir l'amagatall de Bruce a l'Amèrica del Sud.